# Can Corder (Arenys de Munt)
Can Corder és una obra eclèctica d'Arenys de Munt (Maresme) protegida com a Bé Cultural d'Interès Local.

## Descripció
Habitatge entre mitgeres de dos cossos i tres plantes: planta baixa, primer i segon pis. De fet, són dues cases que es comuniquen. La composició de la façana principal és simètrica. A la planta baixa hi ha les portes i una finestra a cada casa. Al primer pis hi ha un balcó que comunica les dues cases i al segon pis hi ha finestres. Tota la façana està decorada amb maó vist i rajoles de ceràmica. Finestres i balcons estan coronats per una motllura neogòtica.